# Steinbach (Eyach)
| Zuläufe und Bauwerke \| Steinbach \| Steinbach \| Steinbach \| \| ------------ \| --------- \| -------------- \| \| Legende \| \| \| \| \| \| \| \| \| \| \| \| \| \| Tobelbach \| \| \| \| \| \| \| \| \| \| \| \| \| \| \| \| \| \| \| \| \| \| \| \| \| \| \| \| \| \| \| \| \| \| \| \| \| \| \| \| \| \| \| \| \| \| \| \| \| \| \| \| \| \| \| \| \| \| \| \| \| \| \| \| Madäckergraben \| \| Laufen \| \| Laufen \| \| Dobelstraße \| \| Dobelstraße \| \| Dobelstraße \| \| \| \| Kellerstraße \| \| Kellerstraße \| \| \| \| \| \| \| \| \| \| Eyach \| \| \| |  |                |
| Steinbach |  |                |
| Legende |  |                |
| |  |                |
| |  |                |
| |  | Tobelbach      |
| |  |                |
| |  |                |
| |  |                |
| |  |                |
| |  |                |
| |  |                |
| |  |                |
| |  |                |
| |  |                |
| |  |                |
| |  |                |
| |  |                |
| |  |                |
| |  |                |
| |  |                |
| |  | Madäckergraben |
| Laufen |  | Laufen         |
| Dobelstraße |  | Dobelstraße    |
| Dobelstraße |  |                |
| Kellerstraße |  | Kellerstraße   |
| |  |                |
| |  |                |
| Eyach |  |                |

Der Steinbach ist ein etwa 3,6 km langer, südlicher und linker Zufluss der Eyach im baden-württembergischen Zollernalbkreis.

## Geographie

### Verlauf
Der Steinbach entspringt östlich des Meßstettener  Stadtteils Tieringen im Gewann Mockengründle auf einer Höhe von ca. 838 m ü. NHN am Albtrauf.
Von dort fließt er durch einen schluchtartigen Tobel nordwärts. Im Ober- und Mittellauf nimmt er zahlreiche namenlose Quellbäche von beiden Hängen des Tobeltals auf.
Er mündet im Zentrum von Laufen an der Eyach auf 608,5 m ü. NHN von links und Südwesten in die Eyach.
Der 3,6 km lange Lauf des Steinbachs endet 229,5 Höhenmeter unterhalb seiner Quelle, er hat somit ein mittleres Sohlgefälle von etwa 64 ‰.

### Einzugsgebiet
Das Einzugsgebiet ist rund 4,7 km² groß, gehört naturräumlich gesehen zur Hohen Schwabenalb und wird über die Eyach, den Neckar und den Rhein zur Nordsee entwässert. Sein höchster Punkt liegt im Süden auf dem Baienberg auf 975 m ü. NHN. Es grenzt im Süden an das Einzugsgebiet der Oberen Bära und des Burtelbachs, der ebenfalls in die Bära mündet und damit zum Donau-System gehört; dieser Abschnitt der Einzugsgebietsgrenze ist also Teil der Europäischen Hauptwasserscheide zwischen Rhein und Nordsee diesseits und Donau und Schwarzem Meer jenseits.
Es stehen der Mitteljura und die Oxfordschichten des Oberjuras an.

## Naturschutz und Schutzgebiete
Der Steinbach entspringt im Naturpark Obere Donau und im FFH-Gebiet Östlicher Großer Heuberg. Der Bach fließt zunächst durch das Landschaftsschutzgebiet Großer Heuberg und ab der Gemeindegrenze durch das Landschaftsschutzgebiet Albstadt-Bitz und bildet die östliche Grenze des Naturschutzgebiets Dobelwiesen.

### LUBW
Amtliche Online-Gewässerkarte mit passendem Ausschnitt und den hier benutzten Layern: Lauf und Einzugsgebiet des Steinbachs

Allgemeiner Einstieg ohne Voreinstellungen und Layer: Daten- und Kartendienst der Landesanstalt für Umwelt Baden-Württemberg (LUBW) (Hinweise)
1. ↑  Höhe nach dem Höhenlinienbild auf dem Hintergrundlayer Topographische Karte.
2. ↑  Höhe nach grauer Beschriftung auf dem Hintergrundlayer Topographische Karte.
3. ↑  Länge nach dem Layer Gewässernetz (AWGN).
4. ↑  Einzugsgebiet nach dem Layer Basiseinzugsgebiet (AWGN).
5. ↑  Höhe nach schwarzer Beschriftung auf dem Hintergrundlayer Topographische Karte.
6. ↑  Schutzgebiete nach den einschlägigen Layern, Natur teilweise nach dem Layer Biotop.

### Andere Belege
1. ↑  Friedrich Huttenlocher: Geographische Landesaufnahme: Die naturräumlichen Einheiten auf Blatt 178 Sigmaringen. Bundesanstalt für Landeskunde, Bad Godesberg 1959. → Online-Karte (PDF; 4,3 MB)